# Medvěd jeskynní
Medvěd jeskynní (Ursus spelaeus) byl druh medvěda, jenž žil v Evropě v období pleistocénu a vymřel před koncem poslední doby ledové.

## Charakteristika
Český název „medvěd jeskynní“, je stejně jako vědecký název Ursus spelaeus odvozen z faktu, že se pozůstatky po těchto zvířatech našly převážně v jeskyních. Proto se předpokládá, že zvíře strávilo o mnoho více času v jeskyních, než jeho dnešní žijící příbuzný medvěd hnědý, který tato místa vyhledává pouze pro svůj zimní spánek. Kosti medvěda jeskynního byly odkryty v mnoha jeskyních v celé Evropě.
Medvěd jeskynní se podobal medvědu hnědému. Nejlépe pozorovatelný rozdíl mezi oběma druhy je stavba lebky: Medvědi jeskynní měli vysoké, strmé čelo, namísto toho medvěd hnědý má nízké a ploché čelo. Samci dosahovali hmotnosti 400 až 500 kg, samice 225 až 250 kg.
Medvědi jeskynní byli všežravci, nicméně hlavní složku stravy tvořily rostliny: živili se bylinami, trávami, bobulemi, ale také příležitostně malými zvířaty.
Hlavními predátory jeskynních medvědů byli lvi jeskynní, kteří napadali především mladé hibernující jedince.
V září roku 2020 byl oznámen objev skvěle dochovaného dosud plně nedospělého odrostlého jedince v sibiřském permafrostu.

## Vyhynutí
O způsobu vyhynutí medvědů jeskynních se vedou stále diskuse. Podle některých vědců medvědi vymřeli asi před 27 800 lety, což bylo období významného ochlazení zvaného poslední glaciální maximum. A právě ztráta vegetace v důsledku ochlazení mohla způsobit vymizení jeskynních medvědů. První přímo datovaný nález fosilních pozůstatků medvěda jeskynního z italských Alp má stáří 29 130 let. Jiná teorie založená na genetické analýze z roku 2019 ovšem tvrdí, že ke značnému úbytku populace medvěda přispěl i příchod moderního člověka. Tato studie uvádí, že Neandrtálci, kteří v té době žili na společném území s medvědy po tisíce let, je nelovili. Teprve Homo sapiens je patrně začal lovit ve velkém a tím přispěl k vymření populace medvědů už tak zdecimované po prudkém ochlazení klimatu.

## Nálezy v Česku
- jeskyně Sloupsko-šošůvské
- jeskyně Pod hradem
- jeskyně Výpustek
- jeskyně Medvědí na Stránské skále

## Fotogalerie

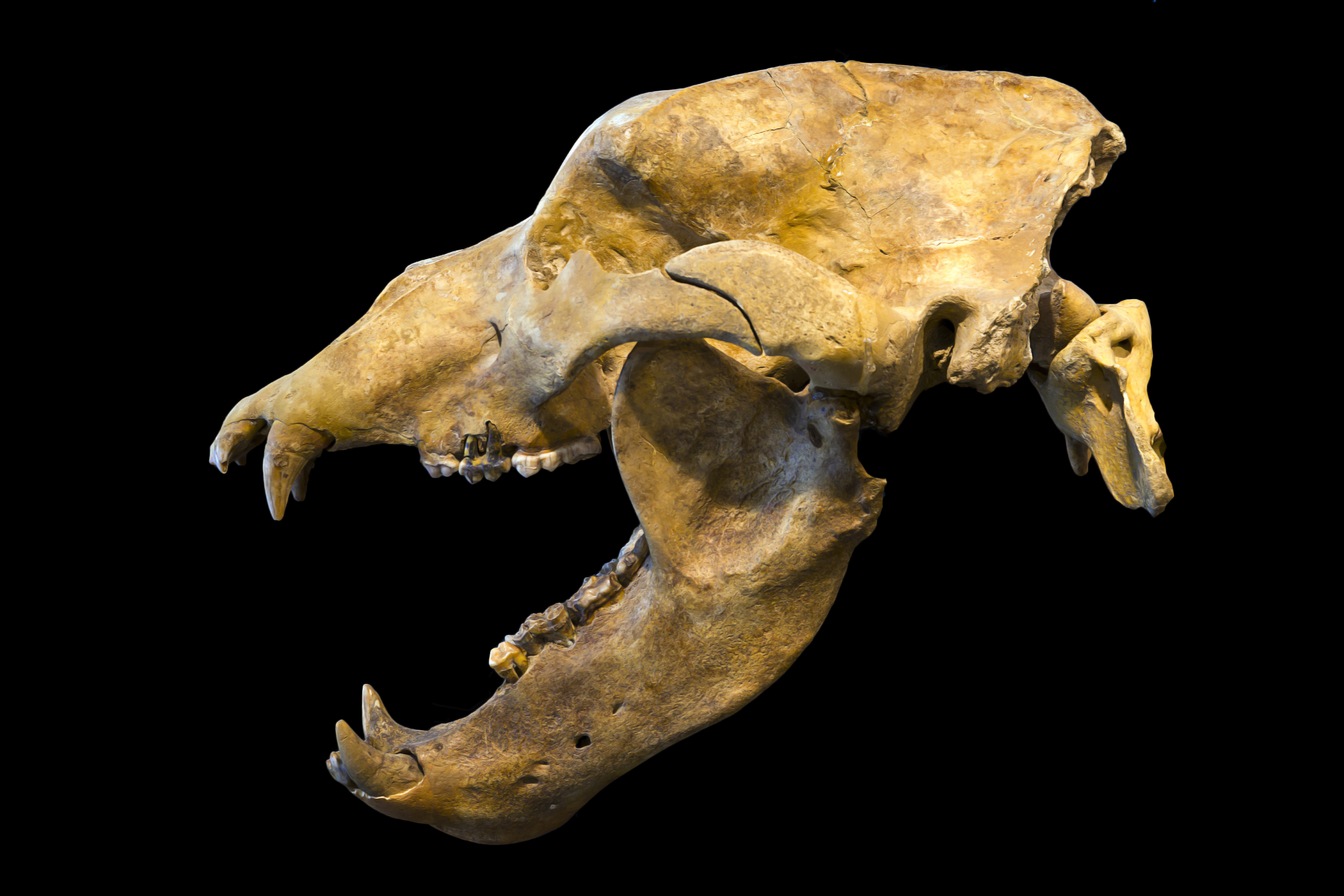
Lebka medvěda jeskynního
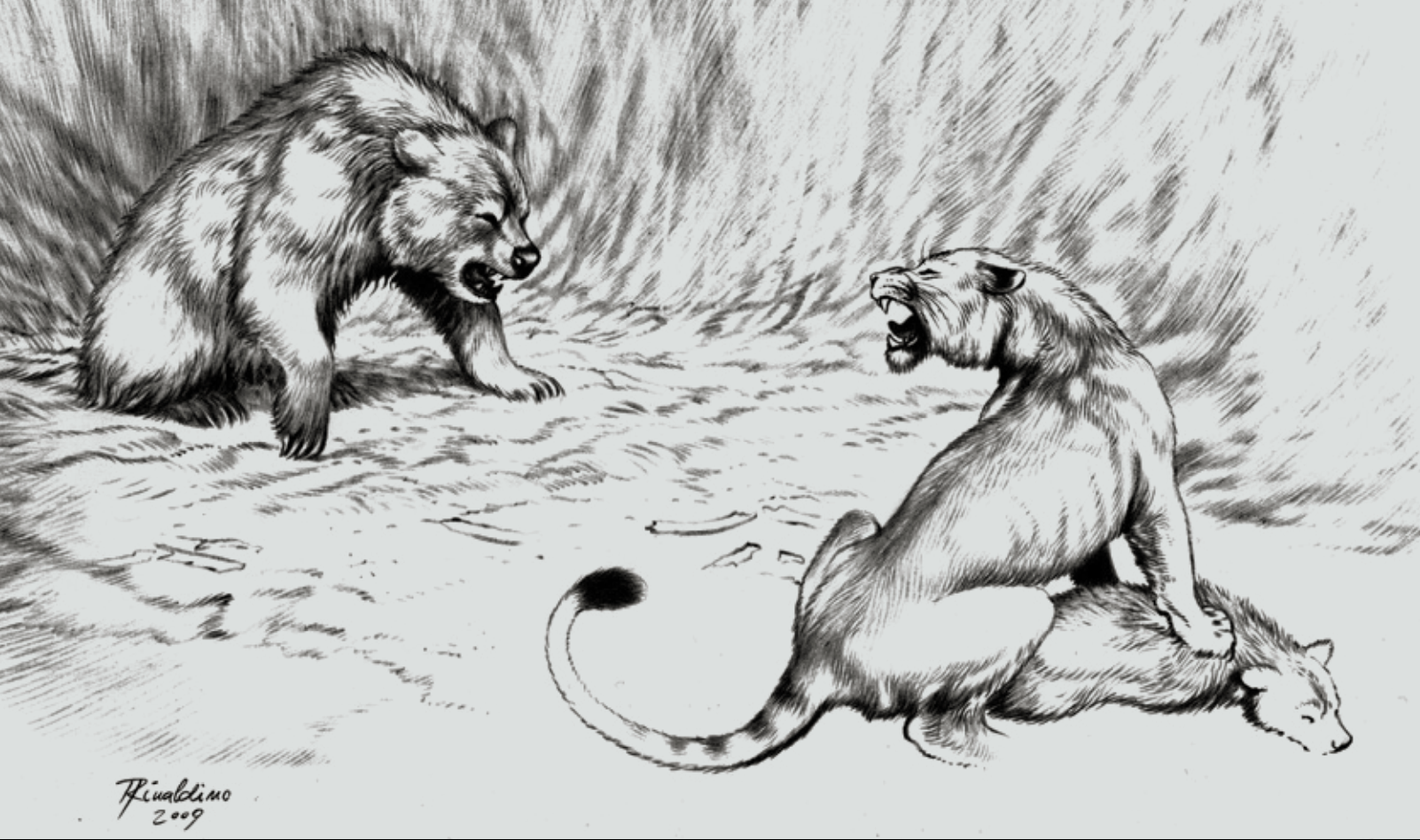
Nákres konfliktní situace mezi medvědem jeskynním a lvem jeskynním
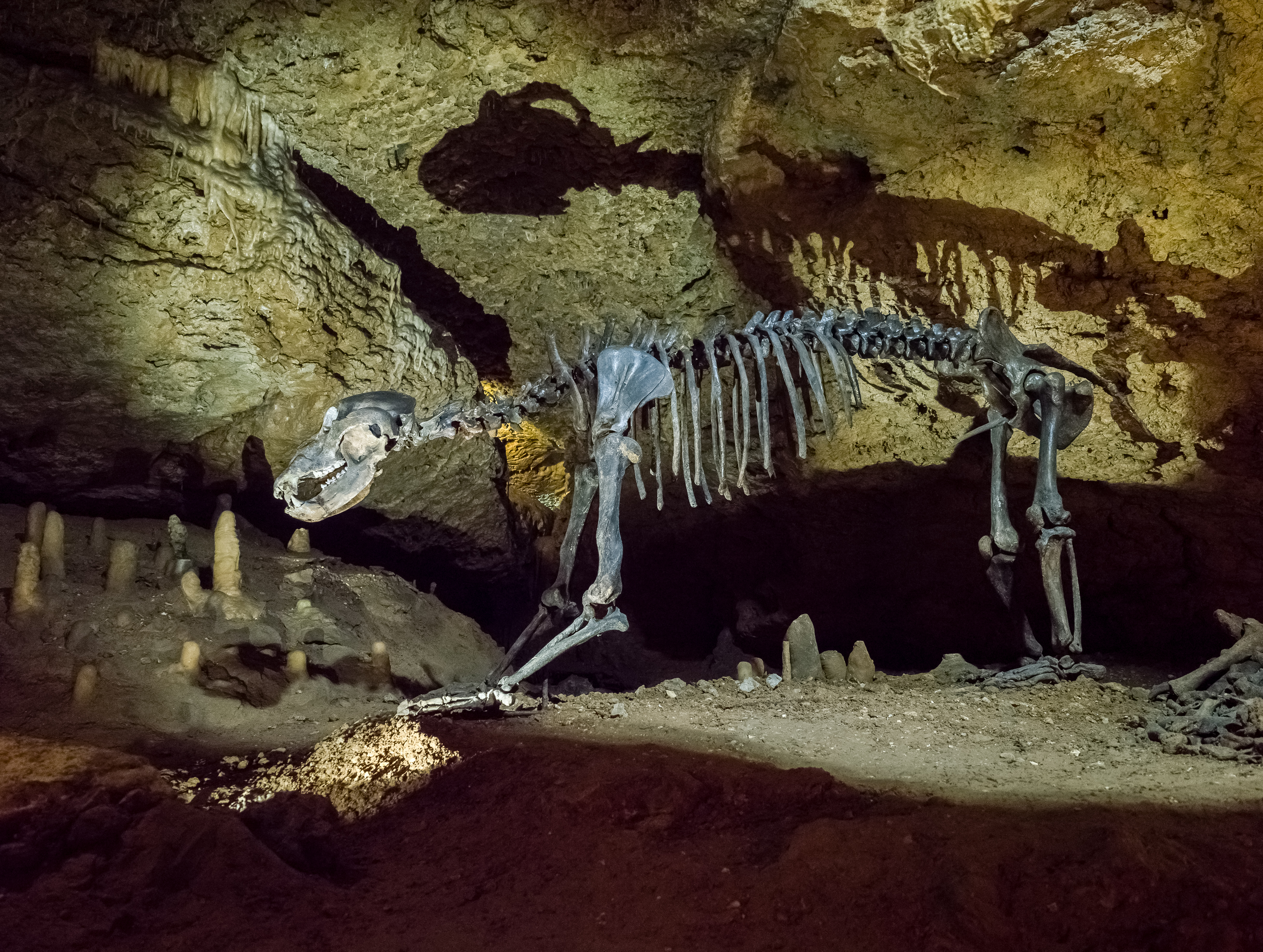
Kostra jeskynního medvěda
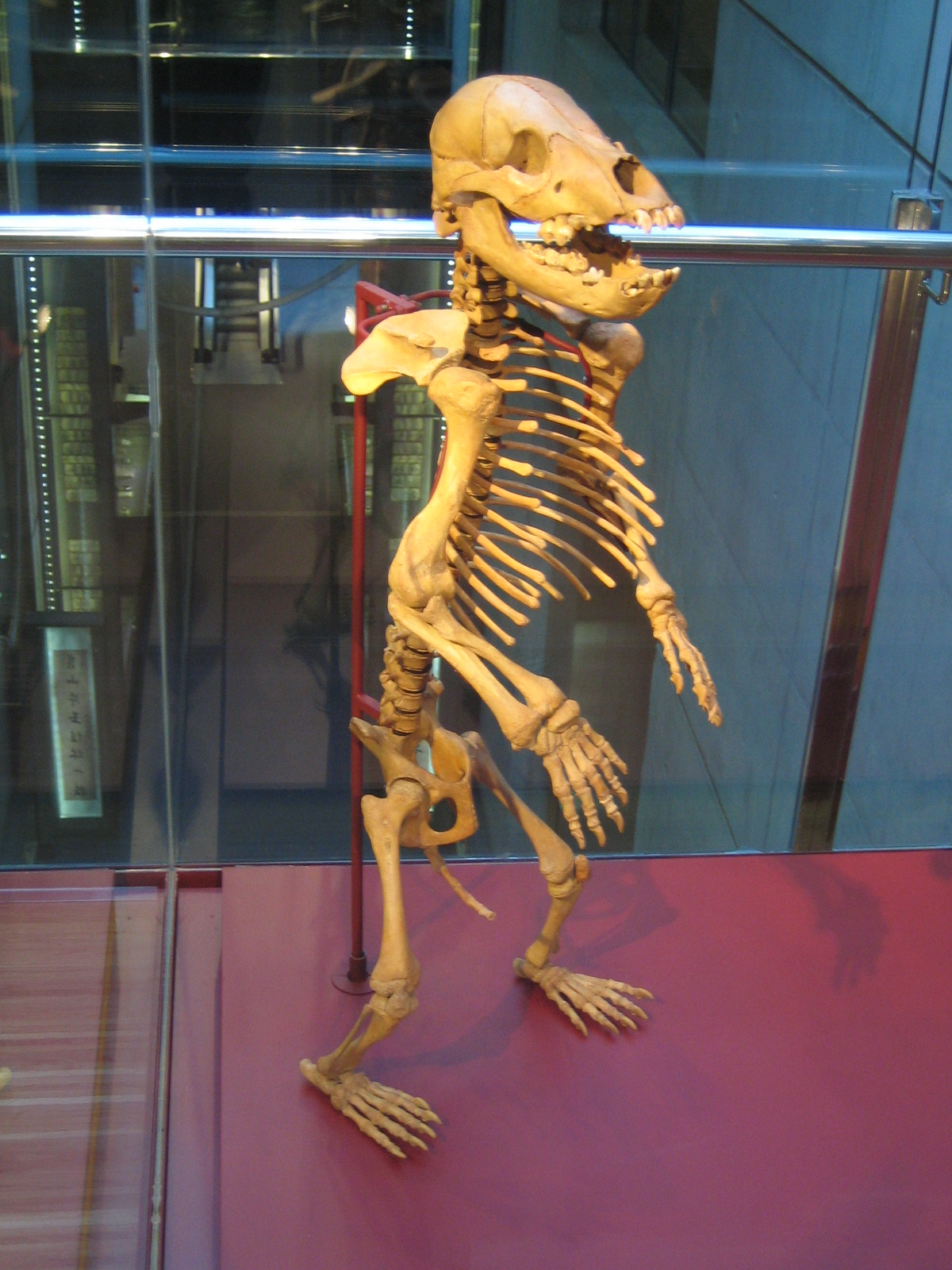
Mládě jeskynního medvěda
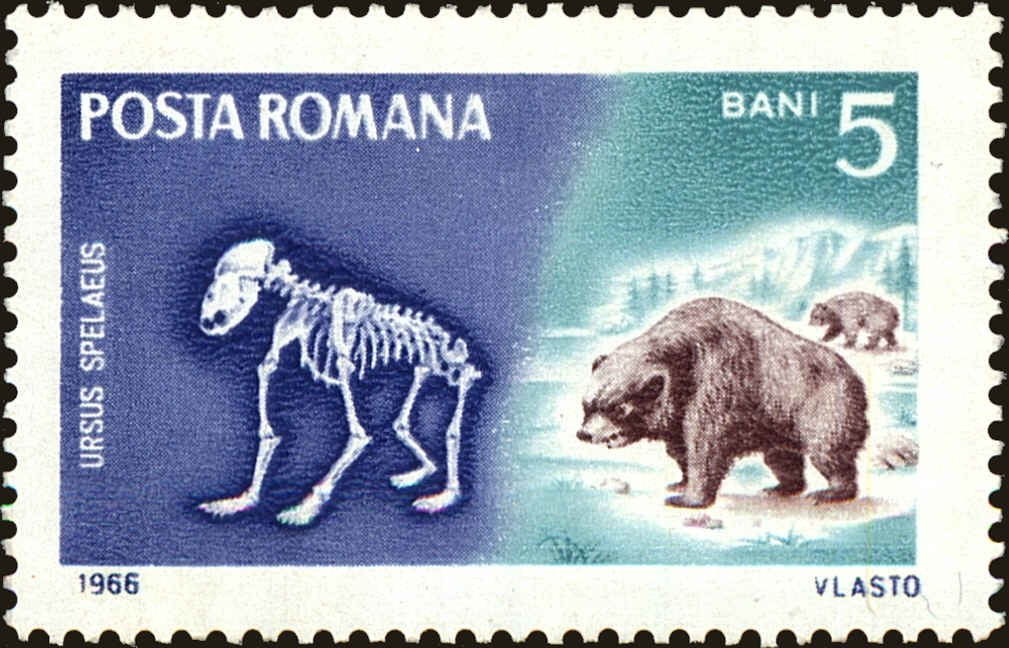
Medvěd jeskynní na poštovní známce Rumunska
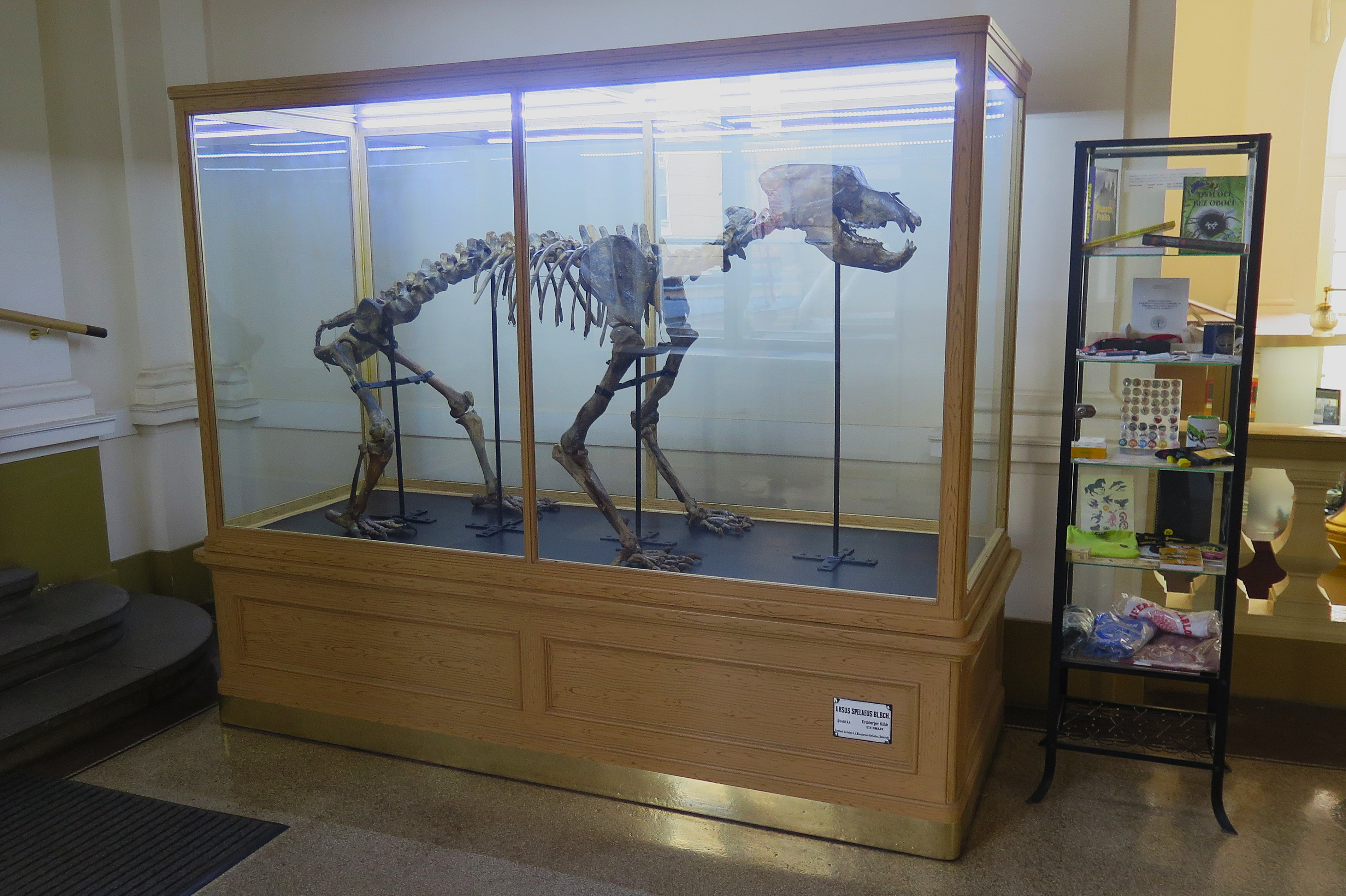
Medvěd jeskynní, kostra ve vstupní prostoře budovy PřF UK v Praze, Albertov 6.